# Morgen (película)
Morgen es una película de drama rumana de 2010 escrita y dirigida por Marian Crișan, "una sátira discreta que adopta un enfoque divertido del serio tema de la inmigración ilegal".

## Argumento
Nelu, un hombre de unos cuarenta años, trabaja como guardia de seguridad en un supermercado local en la ciudad fronteriza rumana de Salonta. Su vida transcurre sin incidentes: pesca al amanecer, trabajo durante el día y casa con su esposa por la noche. Viven solos en las afueras del pueblo y su principal problema es reparar el viejo techo de su caserío. Una mañana, mientras pescaba, Nelu se encuentra con un hombre turco que intenta evadir la captura por parte de los guardias fronterizos. Nelu lleva al extraño, desesperado por ayuda, a la granja, le da ropa seca, comida y refugio, aunque realmente no sabe cómo ayudarlo a cruzar la frontera. Cuando su esposa descubre al extranjero que vive en el sótano, ella insiste en que se deshaga de él, pero él no denuncia al extraño a las autoridades y lo pone a trabajar en su destartalada finca. El turco sigue insistiendo en que Nelu tome todo su dinero y lo ayude a llegar a Alemania. Finalmente, Nelu toma el dinero y le promete que lo ayudará a cruzar la frontera al día siguiente, tranquilizándolo con la única palabra que sabe en alemán: "morgen" ("mañana").

## Reparto
- András Hatházi como Nelu
- Yilmaz Yalcin como Behran
- Elvira Rimbu como Florica
- Dorin C. Zachei como Daniel
- Razvan Vicoveanu como Mircea (Policía de Frontera)
- 'Kecske' Levente Molnár como Ovidiu (Policía de Frontera)

## Reconocimientos
La película recibió cuatro premios en el Festival de Cine de Locarno:
- El Premio de Jurado Especial
- Premio del Ecumenical Jurado
- Un premio del jurado juvenil
- el premio Don Quijote de la Fundación Cineclub Internacional

También recibió tres premios en el Festival de Cine de Thessaloniki y dos más en el Festival CinEast de Luxemburgo, además de ser designado el mejor largometraje rumano en el Festival Internacional de Cine de Transilvania 2011.
El 3 de agosto, el Centro Nacional de Cinematografía de Rumanía anunció que Morgen sería la elección del país para la categoría de Mejor Película Extranjera de los 84.ª Premios de la Academia, pero no llegó a la lista final.